# Keystone (Dacota do Sul)
Keystone é uma cidade  localizada no estado norte-americano de Dakota do Sul, no Condado de Pennington.

## Geografia
De acordo com o United States Census Bureau tem uma área de 7,4 km², dos quais 7,4 km² cobertos por terra e 0,0 km² cobertos por água.

### Localidades na vizinhança
O diagrama seguinte representa as localidades num raio de 28 km ao redor de Keystone.

## Demografia
Segundo o censo norte-americano de 2000, a sua população era de 311 habitantes.
Em 2009, foi estimada uma população de 315, um aumento de 4 (1.3%).

## Marcos históricos
A relação a seguir lista as entradas do Registro Nacional de Lugares Históricos em Keystone. O primeiro marco foi designado em 15 de outubro de 1966 e os mais recentes em 17 de junho de 1982.
- Keystone School
- Keystone Trading Company Store
- Lewis Byron House
- Memorial Nacional Monte Rushmore